# Ubisoft Toronto
 (octobre 2019).
Si vous disposez d'ouvrages ou d'articles de référence ou si vous connaissez des sites web de qualité traitant du thème abordé ici, merci de compléter l'article en donnant les références utiles à sa vérifiabilité et en les liant à la section « Notes et références ».
Ubisoft Toronto est un studio canadien de développement de jeux vidéo situé à Toronto. Fondé en 2009, Ubisoft Toronto est officiellement annoncé le 6 juillet 2009, l'emplacement du studio est dévoilé le 4 décembre 2009. Le studio est dirigé par Jade Raymond, la productrice d'Assassin's Creed.

## Jeux développés
| Titres                                | Année          | Plates-formes                                                          |
| ------------------------------------- | -------------- | ---------------------------------------------------------------------- |
| Tom Clancy's Splinter Cell: Blacklist | 2013           | PC, PlayStation 3, Xbox 360, Wii U                                     |
| Assassin's Creed Unity                | 2014           | PC, PlayStation 4, Xbox One                                            |
| Far Cry 4                             | 2014           | PC, PlayStation 4, Xbox One                                            |
| Tom Clancy's Rainbow Six: Patriots    | Annulé en 2014 | PC, PlayStation 4, Xbox One                                            |
| Tom Clancy's Rainbow Six: Siege       | 2015           | PC, PlayStation 4, Xbox One                                            |
| Far Cry Primal                        | 2016           | PC, PlayStation 4, Xbox One                                            |
| Watch Dogs 2                          | 2016           | PC, PlayStation 4, Xbox One                                            |
| For Honor                             | 2017           | PC, PlayStation 4, Xbox One                                            |
| Starlink: Battle for Atlas            | 2018           | Switch, PlayStation 4, Xbox One                                        |
| Watch Dogs Legion                     | 2020           | PC, PlayStation 4, Xbox One, PlayStation 5, Xbox Series, Google Stadia |
| Far Cry 6                             | 2021           | PC, PlayStation 4, Xbox One, PlayStation 5, Xbox Series, Google Stadia |